# 141128 Ghyoot
141128 Ghyoot este o planetă minoră (asteroid) din centura de asteroizi. A fost descoperită pe 10 decembrie 2001 la Observatorul Regal al Belgiei⁠(d) de Thierry Pauwels⁠(d). 
Obiectul prezintă o orbită caracterizată de o semiaxă mare de 3,1906001886116 UAi, o excentricitate de 0,15826853492614, o înclinație de 4,0779230640469 ° în raport cu ecliptica.